# Муруцин
Муруцин (пол. Murucin) — село в Польщі, у гміні Сіценко Бидґозького повіту Куявсько-Поморського воєводства.
Населення — 350 осіб (2011).
У 1975-1998 роках село належало до Бидгощського воєводства.

## Демографія
Демографічна структура станом на 31 березня 2011 року:
|          | Загалом | Допрацездатний вік | Працездатний вік | Постпрацездатний вік |
| -------- | ------- | ------------------ | ---------------- | -------------------- |
| Чоловіки | 183     | 47                 | 114              | 22                   |
| Жінки    | 167     | 37                 | 91               | 39                   |
| Разом    | 350     | 84                 | 205              | 61                   |